# Oreobolus acutifolius
Oreobolus acutifolius är en halvgräsart som beskrevs av Stanley Thatcher Blake. Oreobolus acutifolius ingår i släktet Oreobolus och familjen halvgräs.
Artens utbredningsområde är Tasmanien. Inga underarter finns listade i Catalogue of Life.